# (71971) Lindaketcham
(71971) Lindaketcham est un astéroïde de la ceinture principale.

## Description
(71971) Lindaketcham est un astéroïde de la ceinture principale. Il fut découvert le 25 novembre 2000 à Carbuncle Hill par Donald P. Pray. Il présente une orbite caractérisée par un demi-grand axe de 2,42 UA, une excentricité de 0,17 et une inclinaison de 7,2° par rapport à l'écliptique.

## Compléments